# World Series of Poker 1984
1984 års World Series of Poker (WSOP) pokerturnering hölls vid Binion's Horseshoe.

## Inledande event
| Event                        | Vinnare                    | Pris (USD) | Tvåa           |
| ---------------------------- | -------------------------- | ---------- | -------------- |
| $1 000 No Limit Hold'em      | Dick Albano                | $117 000   | Bobby Hoff     |
| $1 500 No Limit Hold'em      | Todd Baur                  | $133 500   | Okänt          |
| $1 000 Pot Limit Omaha       | William Bennett            | $84 000    | David Sklansky |
| $1 000 Seven Card Stud Split | Norman Berliner            | $50 000    | Okänt          |
| $1 000 Ace to Five Draw      | Paul Fontaine              | $54 500    | Okänt          |
| $1 000 Seven Card Razz       | Mike Hart                  | $40 000    | David Singer   |
| $5 000 Seven Card Stud       | Jack Keller (pokerspelare) | $137 500   | Okänt          |
| $1 000 Seven Card Stud       | John Lucas                 | $74 500    | Okänt          |
| $1 000 Limit Hold'em         | Bob Martinez               | $135 000   | Okänt          |
| $1 000 Seven Card Stud       | Mike Schneiberg            | $65 000    | Okänt          |
| $10 000 Deuce to Seven Draw  | Dewey Tomko                | $105 000   | Okänt          |
| $5 000 Pot Limit Omaha       | Dewey Tomko                | $135 000   | Okänt          |
| $500 Ladies' Seven Card Stud | Karen Wolfson              | $15 000    | Okänt          |

## Main Event
140 stycken deltog i Main Event. Varje deltagare betalade $10 000 för att delta.

### Finalbordet
| Placering | Namn                   | Pris     |
| --------- | ---------------------- | -------- |
| 1         | Jack Keller            | $660 000 |
| 2         | Byron "Cowboy" Wolford | $264 000 |
| 3         | Jesse Alto             | $132 000 |
| 4         | David Chew             | $66 000  |
| 5         | Rick Hamill            | $66 000  |
| 6         | Curtis Skinner         | $52 800  |